# Дряновец (Русенская область)
Дряновец (болг. Дряновец) — село в Болгарии. Находится в Русенской области, входит в общину Бяла. Население составляет 717 человек.

## Политическая ситуация
В местном кметстве Дряновец, в состав которого входит Дряновец, должность кмета (старосты) исполняет Йордан Андреев Йорданов (Болгарская социалистическая партия (БСП)) по результатам выборов.
Кмет (мэр) общины Бяла — Юрий Петков Симеонов (Гражданский союз за новую Болгарию) по результатам выборов.